# Erika Rodríguez
Erika Rodríguez Horrillo (Éibar, Guipúzcoa, 19 de enero de 1992) es una actriz, teatróloga y escenógrafa española.
Actualmente es la directora adjunta de las Jornadas de Teatro de Éibar, celebrado anualmente en la ciudad de Éibar.

## Biografía
Erika Rodríguez Horrillo nació en Éibar (Guipúzcoa) el 19 de enero de 1992, en una familia de origen salmantina y pacense. Estudió la licenciatura en filología inglesa en la Universidad de Salamanca. Cursó los estudios superiores de arte dramático en la escuela superior de artes escénicas Ánima Eskola con Marina Shimanskaya. Posteriormente realizó un máster en estudios teatrales en la Universidad de Glasgow. Completó su tesis sobre la influencia del director de escena escocés Giles Havergal en el Citizens Theatre (Glasgow) y en el teatro escocés.
Comenzó en el grupo de teatro Teatro Lunático de la Universidad de Salamanca, interpretando distintas obras dirigidas por Catalina García García-Herreros. Actualmente es integrante de la compañía de teatro Narruzko Zezen de Éibar, compañía por la que pasaron actores como Imanol Arias o Iñaki Miramón.
En el año 2015, interpretó la obra Diálogos Imposibles, una producción dirigida por Marina Shimanskaya y escenificada en el Teatro Campos Elíseos, un montaje basado en las obras La gaviota, El jardín de los cerezos y Las tres hermanas de Antón Chéjov y en la poesía de Gustavo Adolfo Bécquer, junto a Carmen Climent, Nerea Elizalde, Lorea Lyons y Ane Inés Landeta, entre otros miembros del reparto.
En el año 2016, Rodríguez participó como dramaturga en la celebración del 400 aniversario de William Shakespeare, en un evento conjunto entre la Universidad de Glasgow, la Orquesta Sinfónica de Escocia, la Escuela de Arte de Glasgow (GSA) y el Conservatorio Real de Escocia (RCS), para crear una representación teatral basada en obras de Shakespeare.
Como integrante de la compañía de teatro Narruzko Zezen, ha sido escenógrafa y dramaturga en distintas producciones teatrales como La comedia de Carla y Luisa (2019), Isabelita la miracielos (2018) u Objetos perdidos (2016), bajo la dirección de directores como Manolo Murillo o Juan Ortega.
En 2021 fue elegida para ser la presentadora de las 44 Jornadas de Teatro de Éibar, el festival de teatro que se celebra anualmente en la ciudad de Éibar y que tiene lugar en el Teatro Coliseo (Éibar), y que en esa edición contó con la presencia de artistas como la actriz Ane Gabarain o el director Fernando Bernués.
Actualmente Rodríguez es la directora adjunta de las Jornadas de Teatro de Éibar. También es operadora teatral en la organización escocesa Assembly Festival (Edimburgo), como parte de su equipo técnico. También ha sido directora de programación en el Teatro Lara (Madrid).

## Filmografía

### Teatro (como actriz)
- 2015, Diálogos Imposibles, dir. Marina Shimanskaya
- 2012, Égloga de Plácida y Vitoriano, dir. Catalina García García-Herreros, Teatro Lunático (Plácida)[26][27][28]
- 2011, La vida desatenta, dir. Catalina García García-Herreros, Teatro Lunático (Elisa)[7][29]

### Teatro (como escenógrafa)
- 2019, La comedia de Carla y Luisa, dir. Manolo Murillo y Juan Ortega[30][15]
- 2018, Isabelita la miracielos, dir. Manolo Murillo y Juan Ortega[31][32][33][34]
- 2016, Objetos perdidos, dir. Manolo Murillo[16]

### Otros
- 2021, Presentadora de las 44 Jornadas de Teatro de Éibar
- 2016, Dramaturga, Celebración del 400 aniversario de William Shakespeare[5]

## Publicaciones
- Rodríguez Horrillo, Erika (2017). "Giles Havergal: A Theatre for the Citizens". Universidad de Glasgow-Citizens Theatre.[4][6]